# Мільчаков Олександр Іванович
Олександр Іванович Мільчаков (11 жовтня 1903, В'ятка, Російська імперія — 17 липня 1973, Москва) — радянський комсомольський діяч, генеральний секретар ЦК ВЛКСМ, генеральний секретар ЦК ЛКСМ України. Член ЦК РКСМ (ВЛКСМ) з 28 вересня 1921 по 16 січня 1931 року. Член Бюро ЦК РКСМ з липня 1924 по 24 березня 1929 року. Член Центральної контрольної комісії ВКП(б) у 1925—1934 роках. Член ЦК КП(б)У в листопаді 1927 — червні 1930 року. Член Організаційного бюро ЦК КП(б)У з 29 листопада 1927 по червень 1928 року.

## Біографія
Народився 29 вересня (11 жовтня) 1903 року в місті В'ятка в родині стрілочника на залізниці, вихідця із селян. Закінчив чотири класи церковнопарафіяльної школи та п'ять класів В'ятського реального училища. З 1918 року — член і організатор Соціалістичного Союзу робітничої молоді Пермі.
Член РКП(б) з 1919 року.
У 1919 році — помічник секретаря Пермського губернського революційного комітету, голова Міського районного комітету РКСМ міста Пермі, секретар Пермського губернського комітету РКСМ. З 1919 по 1920 рік — секретар Верхньоуральського міського комітету РКСМ.
З лютого по липень 1920 року — секретар Сибірського бюро ЦК РКСМ у місті Омську.
З липня по листопад 1920 року — завідувач шкільного відділу ЦК РКСМ.
З листопада 1920 по лютий 1921 року — інструктор Верхньоуральського повітового комітету РКСМ Челябінської губернії.
З лютого по жовтень 1921 року — секретар Сибірського бюро ЦК РКСМ у місті Новоніколаєвську (Новосибірську).
З жовтня 1921 по 1924 рік — секретар Південно-Східного бюро ЦК РКСМ у місті Ростові-на-Дону.
З жовтня 1924 року — завідувач відділу агітації і пропаганди ЦК РКСМ. З 1925 року — завідувач відділу по роботі в селі ЦК РКСМ.
16 березня 1925 — 21 червня 1927 року — (2-й) секретар ЦК РЛКСМ (ВЛКСМ).
З 1925 року — член Президії виконавчого комітету Комуністичного Інтернаціоналу Молоді.
У березні 1927 — травні 1928 року — генеральний секретар ЦК ЛКСМ України.
З 17 травня 1928 — 24 березня 1929 року — генеральний секретар ЦК ВЛКСМ.
У 1929—1930 роках — слухач Курсів марксизму-ленінізму при ЦК ВКП(б).
З 1930 по 1932 рік працював завідувачем сектору партійного будівництва ЦК ВКП(б). З 1932 по 1933 рік — заступник завідувача організаційно-інструкторського відділу ЦК ВКП(б).
У 1933—1935 роках — начальник комбінату «Балейзолото» в Забайкаллі.
З 1935 до грудня 1938 року — заступник керуючого Всесоюзного об'єднання «Східзолото» в Іркутську; начальник «Головзолото».
21 грудня 1938 року заарештований органами НКВС, засуджений на 15 років ув'язнення і 5 років обмеження в правах. Відбував покарання у Норильському та Магаданському таборах НКВС СРСР.
У 1954 році звільнений із таборів та реабілітований.
З 1954 по 1957 рік працював начальником Управління політико-виховної роботи Головного управління трудових резервів при Раді міністрів СРСР
З 1957 року — персональний пенсіонер у Москві.
Автор мемуарів «Перше десятиріччя. Записки старого комсомольця» (1959), «Перше десятиріччя. Записки ветерана комсомолу», 2 вид., М.,1965; На «золотому» фронті, в книзі: Билини індустріальні, 2 вид., М., 1973
Помер 7 липня 1973 року. Похований на Новодівичому цвинтарі Москви.

## Нагороди
- орден Леніна (13.08.1936)
- орден Трудового Червоного Прапора (27.10.1938).